# Emmanuel Dennis
Emmanuel Bonaventure Dennis (Abuya, 15 de noviembre de 1997) es un futbolista nigeriano que juega como delantero en el Nottingham Forest F. C. de la Premier League.

## Clubes
| Club                               | País       | Año       |
| ---------------------------------- | ---------- | --------- |
| Zorya Lugansk                      | Ucrania    | 2016-2017 |
| Club Brujas                        | Bélgica    | 2017-2021 |
| F. C. Colonia (cedido)             | Alemania   | 2021      |
| Watford F. C.                      | Inglaterra | 2021-2022 |
| Nottingham Forest F. C.            | Inglaterra | 2022-     |
| Estambul Başakşehir F. K. (cedido) | Turquía    | 2023-2024 |
| Watford F. C. (cedido)             | Inglaterra | 2024      |
| Blackburn Rovers F. C. (cedido)    | Inglaterra | 2025      |

## Palmarés

### Títulos nacionales
| Título                      | Club        | País    | Año     |
| --------------------------- | ----------- | ------- | ------- |
| Primera División de Bélgica | Club Brujas | Bélgica | 2017-18 |
| Supercopa de Bélgica        | Club Brujas | Bélgica | 2018    |
| Primera División de Bélgica | Club Brujas | Bélgica | 2019-20 |